# Wait and Bleed
"Wait and Bleed" - песня американской ню-метал группы Slipknot. Выпущен в качестве дебютного сингла группы с их одноименного дебютного альбома 1999 года. На нее был сделан ремикс с удалением значительной части гроулинг- вокала, она была выпущена в качестве ведущего сингла с альбома в июле 1999 года и достигла 34-го места в американском чарте Billboard Hot Mainstream Rock Tracks в феврале 2000 года. Она остается одной из фирменных песен группы.

## Значение и предпосылки
Джои Джордисон вспоминал в интервью Kerrang!: "Я написал музыку для 'Wait and Bleed' самостоятельно… Я показал это ребятам на репетиции, а потом Кори очень быстро написал несколько текстов на нашей репетиции.… Он сразу же вывел нас на новый уровень". "Песня о том переключателе в твоей голове, который может сработать в любой момент", - отметил Кори Тейлор, - "Вы превращаетесь из цивилизованного человека в человека, который может совершать ужасные поступки. Меня всегда восхищал тот факт, что мы представляем себя цивилизованными, когда в любой момент можем превратиться в животных".

## Выпуск, награды, прием и использование в популярной культуре
"Wait and Bleed" принес Slipknot первую номинацию на Грэмми в 2001 году за лучшее метал-исполнение, хотя и проиграл "Elite" Deftones. Песня получила награду за лучший сингл на Kerrang! Awards 2000 года. Песня пользовалась определенным коммерческим успехом, достигнув 34-й строчки в чарте Hot Mainstream Rock Tracks и 27-й строчки в UK Singles Chart. Она также заняла 36-е место в списке "40 величайших метал-песен" VH1. В 2020 году Kerrang! и Louder Sound поставили сингл на четвертое и на первое места соответственно в своих списках величайших песен Slipknot. Этот трек, наряду с "Left Behind", "Pulse of the Maggots" и "Snuff", были выпущены в качестве загружаемых песен в серии Rock Band. Ремикс-версия песни "Wait and Bleed" Терри Дейта  была включена в саундтрек к фильму Крик 3:
"Это была просто обычная песня. Мы не знали, что это будет так популярно. Самое смешное, что звукозаписывающий лейбл, особенно новички на звукозаписывающем лейбле, начали приходить, когда мы начали набирать обороты, и они такие: "О, на следующей пластинке ты можешь написать что-то вроде "three Wait and Bleeds". А мы просто такие: "Ты идиот.' Поэтому мы этого не делаем. Но очевидно, что группа, хотите верьте, хотите нет, мы настолько контролируем то, что делаем, что мы ничего не пишем ради денег, мы ничего не пишем ради популярности, сначала нам это должно понравиться. И это просто песня, которая нам понравилась, и так получилось, что она попала на радио и привлекла внимание, которого мы не ожидали". – Крис Фен

## Клипы
Есть два клипа на песню "Wait and Bleed". Первый, снятый режиссером Томасом Миньоне, включает живое исполнение песни, снятое во время выступления группы на Ozzfest. Вторая, известная как "Claymation version", изображает всех девяти участников в виде маленьких, анимированных, похожих на кукол существ внутри лаборатории, в которой живет человек, который пытается их поймать. В конце концов, группа заставляет человека упасть и быть ужаленным, уронив банку с насекомыми. Пока группа осматривает мужчину, кукла Криса Фена обливает его горючим, а кукла Шона Крейена поджигает его и убивает.
По состоянию на июнь 2025 года официальное видео на песню набрало 160 миллионов просмотров на YouTube.

## Трек-лист

### CD-сингл
1. «Wait and Bleed» (Terry Date mix) — 2:34
2. «Spit It Out» (Overcaffeinated hyper version) — 2:28
3. «(sic)» (Molt-Injected mix) — 3:28

- Включает в себя живое музыкальное видео «Wait and Bleed»
- «(sic)» (Molt-Injected mix) отсутствует в нидерландском релизе

### Европейский промо-сингл
1. «Wait & Bleed» (Radio mix) — 2:34
2. «Spit It Out» (Overcaffeinated hyper version) — 2:28
3. «(sic)» (Spaceship Console mix) — 3:28

- В «Wait & Bleed» (Radio mix) нет финального крика «and it waits for you!», в отличие от Terry Date mix
- «(sic)» (Spaceship Console mix) ничем не отличается Molt-Injected mix

### Британский промо-сингл
1. «Wait and Bleed» (Radio mix) — 2:30

### Американский промо-сингл
1. «Wait and Bleed» (Radio mix) — 2:30
2. «Wait and Bleed» (LP mix) — 2:27
3. «Call-Out Hook» — 0:12

## Участники записи

### Slipknot
Все треки спродюсированы Slipknot
(#0) Сид Уилсон – диджей
(#1) Джои Джордисон – ударные
(#2) Пол Грей – бас-гитара
(#3) Крис Фен – перкуссия
(#4) Джош Брейнард – гитара
(#5) Крейг Джонс – семплы, клавишные
(#6) Шон Крейен – перкуссия
(#7) Мик Томсон – гитара
(#8) Кори Тейлор – вокал